# Obelisco Sallustiano
L'obelisco Sallustiano è un obelisco di Roma situato in piazza della Trinità dei Monti di fronte all'omonima chiesa e in cima alla scalinata che porta a piazza di Spagna, nel rione Campo Marzio. 

## Storia
Fu realizzato in epoca romana imperiale, probabilmente tra il II e il III secolo ad imitazione degli obelischi egizi. Come l'obelisco Agonale e quello del Pincio l'iscrizione dei geroglifici fu realizzata solo dopo il trasporto, con diversi errori di scrittura, ricopiando un'iscrizione dell'età faraonica. Originariamente doveva essere collocato negli horti Sallustiani per decorare la spina dell'ippodromo privato ed era posto su un basamento di granito; quest'ultimo fu poi riscoperto nel 1843 durante i lavori nel giardino di villa Ludovisi e fu poi sequestrato in seguito alla demolizione della villa, finendo in un magazzino dell'Acqua Pia Antica Marcia; fu poi ripreso nel 1926 per realizzare l'Ara dei caduti per la rivoluzione fascista, collocata in piazza del Campidoglio.
Dopo la caduta in rovina dei giardini in cui era collocato, il monolito fu al centro di diversi progetti. Sisto V era intenzionato ad erigerlo di fronte alla basilica di Santa Maria degli Angeli e dei Martiri, ma il progetto non ebbe seguito. Successivamente lo storico gesuita Athanasius Kircher ne propose la rierezione a papa Alessandro VII, anche in questo caso senza successo. Nel 1734 papa Clemente XII portò a compimento lo spostamento, posizionandolo presso la Scala Santa, anche se si decise di non erigerlo; furono anche portate avanti delle trattative per trasferire l'obelisco a Parigi. Infine Pio VI ne dispose la collocazione in cima alla scalinata che portava alla chiesa della Trinità dei Monti, affidando il progetto all'architetto Giovanni Antinori. I lavori si conclusero nel 1787, nonostante i pareri negativi dei frati dell'Ordine dei Minimi.

## Descrizione
L'obelisco è interamente realizzato in granito rosso, è posto su un basamento marmoreo ed è sormontato da un giglio e da una croce in bronzo. Il solo obelisco misura 13,91 metri di altezza e 30,45, considerando anche il basamento e la punta bronzea.